# 작막고
작막고(灼莫古, ?~?)는 백제의 무장이다.시나노노 아히타(斯那奴 阿比多)와 함께 고구려의 사신 안정(安定)과 함께 왜국으로 갔다고 한다. 그의 활동 내용이 백제의 사신 연모(燕謨)와 비슷해 둘을 동일인물로 보는 견해도 존재한다.